# Bech (Waldbröl)
Bech ist eine Ortschaft in der Stadt Waldbröl im Oberbergischen Kreis im südlichen Nordrhein-Westfalen Deutschland innerhalb des Regierungsbezirks Köln.

## Lage und Beschreibung
Das Dorf liegt ca. 5,4 km südwestlich vom Stadtzentrum entfernt.

## Geschichte

### Erstnennung
1517 wurde der Ort das erste Mal urkundlich erwähnt und zwar "Johentgen Leyendecker zu Bech fungiert als Zeuge. "
Schreibweise der Erstnennung: Bech

## Bus- und Bahnverbindungen

### Linienbus
Haltestelle: Bech Abzw.
- 530 Waldbröl, Hennef (OVAG)